# 藤原誠信
藤原 誠信（ふじわら の さねのぶ）は、平安時代中期の公卿。藤原北家、太政大臣・藤原為光の長男。官位は従三位・参議。

## 経歴
天延2年（974年）従五位下に叙爵したのち、侍従・右衛門佐・左近衛少将を歴任する。父・為光の期待は大きく、この間に貞元2年（977年）従五位上、天元4年（981年）正五位下と、いずれも為光の譲りにより昇叙される。寛和元年（985年）蔵人頭、寛和2年（986年）正四位下・右近衛中将に叙任されるが、この昇叙も父・為光の譲りによるものであった。
永延2年（988年）参議に任ぜられ公卿に列するが、これも父・為光が異母兄の摂政・藤原兼家に対して涙を流すほどの懇願を重ねてようやく実現したものであり、この時に誠信の任官が叶うなら為光は右大臣職を辞してもよいとまで言ったという。なおこの際に為光が、誠信の競争相手であった小野宮流の藤原実資の悪口を兼家に吹聴していたとされ、実資は「自分のほうが蔵人頭として勤務年数が長い（実資：8年、誠信4年）のに誠信が先に参議になるのは道理がない」と憤慨して『小右記』に記している。
しかし誠信は長ずるにつれ、政治能力の欠如が明らかになり、有能であった同母弟・斉信に比して人望を失っていった。昇進もはかばかしくなく、参議任官を争った藤原実資を始め、後から参議となった、藤原懐忠・藤原道頼・藤原伊周・平惟仲・藤原隆家らが次々と中納言に昇進していく中、誠信は参議正四位下のまま留め置かれた。参議任官後9年経過した長徳3年（997年）にようやく従三位に叙せられるが、長保2年（1000年）には斉信も従三位となって、官位面で肩を並べられてしまう。
この状況の中、長保3年（1001年）に誠信は欠員ができた権中納言への昇進を望み、あらかじめ斉信に対し自分を出し抜いて昇任申請をしないよう言い含めるが、誠信の能力に疑問を抱く藤原道長の後押しを受けた斉信が権中納言に任ぜられた。この経緯を知った誠信は、道長と斉信に騙されたとして深く恨み、憤激・絶食の末に病を得て間もなく没した。その憤怒の有様は握り締めた手の指が手の甲を突き破るほど凄まじいものであったという。斉信の権中納言昇進（8月25日）からわずか7日後の9月3日に誠信が亡くなっていることから、誠信の死が自然死であったのか疑問に持たれたという。
関口力は推測であると断った上で、元々為光家は中関白家に近く、誠信は伊周が内覧宣旨を受けた際に真っ先に祝辞を述べに出かけて藤原実資から「侫人」と非難されている。これに対して、斉信は伊周兄弟の左遷が決まった日に参議に昇進している。また、長徳の変のきっかけとなった伊周兄弟による花山法皇襲撃事件について、本来は検非違使別当である実資から執政である道長に報告されるべき案件なのに、道長の方が先に事件のことを知っていたが、事件は誠信・斉信の妹である三の君・四の君姉妹を巡って起きたと伝えられ、事件そのものも姉妹が住んでいたとされる為光の旧邸前で発生している。以上のことから、事件を道長に密告したのは斉信であり、伊周排除に加担した斉信が道長から重用され、反対に伊周に近いとみなされた誠信が冷遇された可能性があるとしている。
長保3年（1001年）9月3日薨去。享年38。最終官位は参議従三位春宮権大夫左衛門督兼近江権守。

## 人物
幼少時は聡敏で、見聞するもの全て記憶し、7歳で詩集『李嶠百二十詠』を暗誦するほどの優秀さを見せた。父・為光も当時の有名な文人であった源為憲に貴族の幼童用の教科書『口遊』の編纂を誠信のために依頼するなど、源順・源為憲およびその門下生から学問の指導を受けた。しかし、誠信の手による漢詩作品は現存しておらず、幼年時の嘱望に相応しい文人としての実績を残すことはできなかったと見られる。
酒好きで酒席での失態が多かった。藤原頼通邸で正月の臨時客の宴会が開催された際、誠信は酔いつぶれて座ったまま嘔吐してしまい、巨勢広高が描いた楽府の屏風を汚物で汚したことがあったという。

## 官歴
『公卿補任』による。
- 天延2年（974年） 11月18日：従五位下（一品資子内親王朔旦給）
- 貞元2年（977年） 7月29日：従五位上（中宮自大后還御大内賞。父卿宮大夫賞譲之）
- 貞元3年（978年） 11月5日：侍従
- 天元3年（980年） 正月10日：昇殿。正月29日：右衛門佐。4月20日：禁色
- 天元4年（981年） 12月4日：正五位下（父卿造宮行事賞譲之）。12月14日：五位蔵人（懐遠四品替）
- 天元5年（982年） 正月30日：左近衛少将。10月18日：兼近江介
- 永観2年（984年） 正月7日：従四位下（少将労）。正月11日：還昇。7月27日：禁色。8月27日：止禁色、昇殿、春宮昇殿。9月4日：雑袍
- 寛和元年（985年） 11月20日：従四位上（悠紀国司）。12月：蔵人頭
- 寛和2年（986年） 正月27日：右近衛中将。6月23日：止蔵人頭（花山天皇譲位）、以東宮侍臣昇殿。7月5日：近江守。7月16日：春宮権亮（春宮・居貞親王）。7月22日：正四位下（父卿譲）。7月20日：更蔵人頭
- 永延2年（988年） 2月27日：参議、春宮権亮如元。8月29日：侍従
- 永延3年（989年） 正月29日：紀伊権守。7月13日：春宮権大夫
- 永祚2年（990年） 正月29日：備後権守
- 正暦3年（992年） 6月：服解（父薨去）。8月：復任
- 正暦6年（995年） 正月13日：美濃権守
- 長徳3年（997年） 正月7日：従三位。正月28日：左衛門督、止侍従
- 長保2年（1000年） 正月24日：近江権守
- 長保3年（1001年） 9月3日：薨去（参議従三位春宮権大夫左衛門督兼近江権守）

## 系譜
- 父：藤原為光
- 母：藤原敦敏の娘
- 妻：藤原婉子（藤原兼通の娘） - のち源乗方室、尚侍